# Makiko Futaki
Makiko Futaki, née le 19 juin 1958 et morte le 13 mai 2016, est une animatrice et une autrice japonaise. Elle est connue pour son travail sur de nombreux classiques du cinéma d'animation japonais : de nombreux films du studio Ghibli de sa création jusqu'en 2014 ainsi que Les Ailes d'Honnéamise (1987) et Akira (1988).

## Biographie
Makiko Futaki naît en 1957. Elle mène ses études à l'Université d'éducation d'Aichi. Elle se fait remarquer en tant qu'animatrice sur des projets amateurs de ciné-calligraphie lors du Private Animation Festival (PAF). Sa première participation à un projet professionnel est un travail d'intervalliste sur un épisode de la série animée Lupin III en 1979, l'épisode 153 de la saison 2. Elle entame en parallèle une carrière d'illustratrice qui l'amène à illustrer les romans de la saga Moribito de Nahoko Uehashi.
Makiko Futaki travaille ensuite avec le réalisateur Isao Takahata sur le film Kié la petite peste, qui sort en 1981. Lorsque Isao Takahata, Hayao Miyazaki et Toshio Suzuki fondent le studio Ghibli, Makiko Futaki les rejoint et travaille pendant près de trente ans pour le studio. Elle s'y révèle particulièrement douée pour dessiner les animaux et les plantes. Elle travaille en tant qu'animatrice sur tous les films de Hayao Miyazaki à partir de Nausicaä de la vallée du vent (1984) jusqu'à Le Vent se lève (2013). Après Nausicaä, elle devient animatrice-clé. Elle travaille également sur Tombeau des lucioles d'Isao Takahata. Quand Goro Miyazaki réalise Les Contes de Terremer, Makiko Futaki est directrice adjointe de l'animation. Sa dernière collaboration avec le studio Ghibli se fait pour le film Souvenirs de Marnie (2014) en tant qu'animatrice-clé.
Futaki anime quelques autres films hors studio Ghibli, en particulier certains qui deviennent des classiques de l'animation japonaise : Les Ailes d'Honnéamise de Hiroyuki Yamaga (1987) et Akira de Katsuhiro Ōtomo (1988). Elle anime également Train de nuit dans la voie lactée de Gisaburō Sugii (1985, d'après la nouvelle de Kenji Miyazawa) en tant qu'animatrice-clé, et Gosenzo-sama Banbanzai!
Makiko Futaki est également l'autrice de plusieurs livres illustrés. Le Grand Arbre au centre du monde est un livre illustré pour la jeunesse relatant le voyage d'une jeune fille, Sissi, vers le sommet d'un arbre gigantesque. L'idée du livre vient à Futaki lors d'une visite à Yakushima pour dessiner les grands arbres qui lui servent pour son travail sur le film Mon voisin Totoro de Hayao Miyazaki. Les animateurs qui travaillent pour les films de Miyazaki ne doivent normalement pas mener d'autres projets en parallèle à leur travail d'animation, mais Miyazaki encourage Futaki à multiplier les supports créatifs. Il déclare que le talent et l'attention au monde que montrait Futaki ne pouvaient pas, selon lui, s'exprimer pleinement par le seul moyen de l'animation.
Makiko Futaki meurt le 13 mai 2016, d'une maladie inconnue, à l'âge de 57 ans.
Une édition collector du Grand arbre au centre du monde paraît au Japon en 2019, enrichie d'autres travaux de l'illustratrice.

## Publications
- Le Grand Arbre au centre du monde (Sekai no mannaka no Ki), 1989. Traduit en français par Yacine Zerkoun, éditions Ynnis, 2022.
- Chiisana pisuke no hajimete no tabi
- Chiisana pisuke no hajimete no tomodachi
- Chiisana pisuke no hajimete no otetsudai